# Болгатовская волость
Болгатовская волость — административно-территориальная единица 3-го уровня и муниципальное образование со статусом сельского поселения в Опочецком районе Псковской области России.
Административный центр — деревня Лаптево.

## География
Территория волости граничит на юге с Глубоковской, на западе — c Пригородной и Варыгинской волостями Опочецкого района, на севере — с Пушкиногорским и Новоржевским районами, на востоке — через бывшую Духновскую волость — с Бежаницким районом Псковской области.
На территории волости расположены озёра: Березовское (2,8 км², глубиной до 4 м: погранично с Глубоковской волостью); Арно (площадью 0,4 км² и глубиной до 8 м) — исток реки Алоля.

## Население
| 2002  | 2010  | 2012  | 2013  | 2014  | 2015  | 2016  |
| ----- | ----- | ----- | ----- | ----- | ----- | ----- |
| 696   | ↗1164 | ↘1096 | ↘1040 | ↘988  | ↗1114 | ↘1099 |
| 2017  | 2018  | 2019  | 2020  | 2021  |       |       |
| ↘1059 | ↘1025 | ↘997  | ↘976  | ↗1023 |       |       |

## Населённые пункты
В состав Болгатовской волости с июня 2010 года входит 97 деревень: 
| №  | Населённый пункт | Тип     | Население |
| -- | ---------------- | ------- | --------- |
| 1  | Атаиха           | деревня | →0        |
| 2  | Бабеево          | деревня | →0        |
| 3  | Барсуки          | деревня | →2        |
| 4  | Бездедово        | деревня | ↗100      |
| 5  | Белавино         | деревня | ↘16       |
| 6  | Бешенкино        | деревня | →0        |
| 7  | Болгатово        | деревня | ↗245      |
| 8  | Болдино          | деревня | →6        |
| 9  | Бор              | деревня | →0        |
| 10 | Борисово         | деревня | →2        |
| 11 | Бороусово        | деревня | ↗15       |
| 12 | Бурлово          | деревня | ↗14       |
| 13 | Быково           | деревня | →0        |
| 14 | Бындино          | деревня | →0        |
| 15 | Вальково         | деревня | ↗6        |
| 16 | Верхние Дупли    | деревня | ↗22       |
| 17 | Верховина        | деревня | ↘1        |
| 18 | Волково          | деревня | ↘11       |
| 19 | Высокая Гора     | деревня | →0        |
| 20 | Высоцкое         | деревня | ↗8        |
| 21 | Глазово          | деревня | →0        |
| 22 | Глушнево         | деревня | →1        |
| 23 | Гнутики          | деревня | →0        |
| 24 | Голованово       | деревня | →0        |
| 25 | Горбово          | деревня | →0        |
| 26 | Горячево         | деревня | ↘12       |
| 27 | Дудино           | деревня | ↘2        |
| 28 | Духново          | деревня | ↘240      |
| 29 | Заборье          | деревня | →0        |
| 30 | Зубово           | деревня | →0        |
| 31 | Изгожье          | деревня | →0        |
| 32 | Искорки          | деревня | ↘2        |
| 33 | Карчуги          | деревня | →0        |
| 34 | Козино           | деревня | →1        |
| 35 | Колкишкино       | деревня | →0        |
| 36 | Коптево          | деревня | ↘2        |
| 37 | Кочаново         | деревня | →0        |
| 38 | Кошкино          | деревня | ↘18       |
| 39 | Кротово          | деревня | →2        |
| 40 | Крулихино        | деревня | →68       |
| 41 | Крымы            | деревня | →10       |
| 42 | Куденково        | деревня | →10       |
| 43 | Кудеремцы        | деревня | →1        |
| 44 | Кунино           | деревня | →12       |
| 45 | Курочкино        | деревня | →7        |
| 46 | Лаптево          | деревня | ↘87       |
| 47 | Лахово           | деревня | →6        |
| 48 | Лебединец        | деревня | →10       |
| 49 | Лёхово           | деревня | →1        |
| 50 | Либивцово        | деревня | ↗4        |
| 51 | Линёво           | деревня | →0        |
| 52 | Липовец          | деревня | ↗16       |
| 53 | Лисино           | деревня | →9        |
| 54 | Лихово           | деревня | ↘1        |
| 55 | Медведица        | деревня | →0        |
| 56 | Михалкино        | деревня | ↘4        |
| 57 | Мышино           | деревня | ↗17       |
| 58 | Нижние Дупли     | деревня | ↘12       |
| 59 | Олисово          | деревня | →0        |
| 60 | Орехово          | деревня | →2        |
| 61 | Паниковец        | деревня | →0        |
| 62 | Пелагеено        | деревня | ↘2        |
| 63 | Печурино         | деревня | →2        |
| 64 | Подельно         | деревня | →3        |
| 65 | Пожар            | деревня | →0        |
| 66 | Покровское       | деревня | →1        |
| 67 | Попова Гора      | деревня | →21       |
| 68 | Пузакино         | деревня | →14       |
| 69 | Пузырьково       | деревня | →0        |
| 70 | Раково           | деревня | ↘18       |
| 71 | Русиново         | деревня | →1        |
| 72 | Ручкино          | деревня | →2        |
| 73 | Сапроново        | деревня | ↗10       |
| 74 | Сапульки         | деревня | →0        |
| 75 | Сергеево         | деревня | →2        |
| 76 | Слизнево         | деревня | →5        |
| 77 | Сменово          | деревня | ↗16       |
| 78 | Сосновка         | деревня | ↗49       |
| 79 | Староселье       | деревня | →0        |
| 80 | Ступино          | деревня | →1        |
| 81 | Тарасово         | деревня | →0        |
| 82 | Теребени         | деревня | ↗59       |
| 83 | Тишково          | деревня | →1        |
| 84 | Удриха           | деревня | →1        |
| 85 | Ульяново         | деревня | ↗4        |
| 86 | Федорково        | деревня | →0        |
| 87 | Федосково        | деревня | ↘1        |
| 88 | Федосово         | деревня | →0        |
| 89 | Фомкино          | деревня | →1        |
| 90 | Церковное        | деревня | →2        |
| 91 | Черногузово      | деревня | ↘2        |
| 92 | Чушково          | деревня | ↘9        |
| 93 | Шагино           | деревня | ↗4        |
| 94 | Шапкино          | деревня | ↘6        |
| 95 | Шестниково       | деревня | ↗12       |
| 96 | Юрино            | деревня | →0        |
| 97 | Якушево          | деревня | ↘2        |

## История
Постановлением Псковского областного Собрания депутатов от 26 января 1995 года все сельсоветы в Псковской области были переименованы в волости, в том числе Болгатовский сельсовет был превращён в Болгатовскую волость.
Законом Псковской области от 28 февраля 2005 года в Болгатовскую волость была включена территория упраздненной Любимовской волости (с центром в д. Лаптево), и в новых границах волости было также создано муниципальное образование Болгатовская волость со статусом сельского поселения с 1 января 2006 года в составе муниципального образования Опочецкий район со статусом муниципального района, при этом административный центр был перенесён из д. Болгатово в д. Лаптево.
На референдуме 11 октября 2009 год было поддержано объединение Болгатовской волости с соседней Духновской
Законом Псковской области от 3 июня 2010 года в Болгатовскую волость была включена территория упразднённой Духновской волости.

## Известные уроженцы
- Зайцев, Василий Михайлович (1910—1941) — Герой Советского Союза, родился в деревне Пузакино.